# La Gran Traición: Las Memorias de Ian Douglas Smith
La Gran Traición: Las Memorias de Ian Douglas Smith (en inglés: The Great Betrayal: The Memoirs of Ian Douglas Smith) es una apología autobiográfica de 1997 escrita por Ian Smith, que se centra en su época como primer ministro de la colonia autónoma británica de Rodesia del Sur, más tarde Rodesia (13 de abril de 1964 - 1 de junio de 1979). En esta obra, Douglas Smith «culpó del colapso de Rhodesia a casi todos excepto a él mismo».
Las memorias cubren el período de tiempo durante el cual el gobierno de Smith intentó preservar el gobierno de la minoría blanca en Rodesia a quienes acusó de traidores, a través de medios políticos y militares, incluida una Declaración Unilateral de Independencia del Reino Unido y la terminación del gobierno de Smith con la reanudación del gobierno del Reino Unido y la reconoció la independencia de Zimbabue en 1980.
En el libro, Ian Smith trató de explicar las razones por las que su gobierno hizo su Declaración Unilateral de Independencia, y cómo Roodesia hizo frente a las sanciones y la guerra civil de Rodesia hasta que las presiones lo obligaron a él y a su gobierno a acceder a los deseos de su adversarios. Smith señala la situación caótica en Zimbabue después de 1980 como prueba de que estaba tratando de evitar que Rodesia sufriera el mismo destino que otros estados africanos gobernados por la mayoría.
El libro se volvió a publicar en 2001 con el título Cosecha amarga: la gran traición (Bitter Harvest: The Great Betrayal). Después de la muerte de Smith en 2007, el libro también se reimprimió en mayo de 2008 con un prólogo de Rupert Cornwell y una breve posdata.